# Bulgária a 2022. évi téli olimpiai játékokon
Bulgária a kínai Pekingben megrendezett 2022. évi téli olimpiai játékok egyik részt vevő nemzete volt. Az országot az olimpián 6 sportágban 15 sportoló képviselte, akik érmet nem szereztek.

## Alpesisí
Férfi
| Versenyző     | Versenyszám      | 1. futam | 1. futam | 2. futam      | 2. futam      | Összesítés | Összesítés |
| Versenyző     | Versenyszám      | Idő      | Hely.    | Idő           | Hely.         | Idő        | Helyezés   |
| ------------- | ---------------- | -------- | -------- | ------------- | ------------- | ---------- | ---------- |
| Albert Popov  | Műlesiklás       | 54,62    | 9.       | 50,53         | 8.            | 1:45,15    | 9.         |
| Albert Popov  | Óriás-műlesiklás | 1:07,60  | 27.      | 1:07,34       | 7.            | 2:14,94    | 17.        |
| Kamen Zlatkov | Műlesiklás       | 55,66    | 20.      | nem ért célba | nem ért célba | kiesett    | kiesett    |

Női
| Versenyző      | Versenyszám      | 1. futam | 1. futam | 2. futam      | 2. futam      | Összesítés | Összesítés |
| Versenyző      | Versenyszám      | Idő      | Hely.    | Idő           | Hely.         | Idő        | Helyezés   |
| -------------- | ---------------- | -------- | -------- | ------------- | ------------- | ---------- | ---------- |
| Eva Vukadinova | Műlesiklás       | 1:00,71  | 49.      | nem ért célba | nem ért célba | kiesett    | kiesett    |
| Eva Vukadinova | Óriás-műlesiklás | 1:05,58  | 44.      | 1:05,88       | 37.           | 2:11,46    | 36.        |

## Biatlon
Férfi
| Versenyző                                                    | Versenyszám            | Időeredmény | Lövőhiba    | Helyezés |
| ------------------------------------------------------------ | ---------------------- | ----------- | ----------- | -------- |
| Dimitar Gerdzhikov                                           | 10 km sprint           | 26:56,5     | 2 (1+1)     | 63.      |
| Dimitar Gerdzhikov                                           | 20 km egyéni indításos | 53:54,2     | 2 (1+0+1+0) | 41.      |
| Vladimir Iliev                                               | 10 km sprint           | 25:52,2     | 2 (0+2)     | 31.      |
| Vladimir Iliev                                               | 12,5 km üldözőverseny  | 43:41,3     | 7 (2+2+2+1) | 25.      |
| Vladimir Iliev                                               | 20 km egyéni indításos | 55:37,5     | 5 (2+1+1+1) | 61.      |
| Anton Sinapov                                                | 10 km sprint           | 26:45,4     | 2 (0+2)     | 56.      |
| Anton Sinapov                                                | 12,5 km üldözőverseny  | 47:08,3     | 7 (2+0+3+2) | 55.      |
| Anton Sinapov                                                | 20 km egyéni indításos | 58:47,6     | 6 (2+1+1+2) | 85.      |
| Blagoy Todev                                                 | 10 km sprint           | 26:39,2     | 1 (0+1)     | 52.      |
| Blagoy Todev                                                 | 12,5 km üldözőverseny  | 47:05,0     | 6 (1+3+1+1) | 53.      |
| Dimitar Gerdzhikov Vladimir Iliev Anton Sinapov Blagoy Todev | 4 × 7,5 km váltó       | 1:27:05,3   | 13 (2+11)   | 18.      |

Női
| Versenyző                                                    | Versenyszám            | Időeredmény | Lövőhiba    | Helyezés |
| ------------------------------------------------------------ | ---------------------- | ----------- | ----------- | -------- |
| Lora Hristova                                                | 7,5 km sprint          | 26:27,7     | 4 (3+1)     | 89.      |
| Daniela Kadeva                                               | 7,5 km sprint          | 24:33,1     | 1 (1+0)     | 84.      |
| Daniela Kadeva                                               | 15 km egyéni indításos | 59:30,4     | 8 (4+1+2+1) | 86.      |
| Milena Todorova                                              | 7,5 km sprint          | 22:15,4     | 1 (1+0)     | 17.      |
| Milena Todorova                                              | 10 km üldözőverseny    | 39:20,6     | 6 (0+0+2+4) | 31.      |
| Milena Todorova                                              | 15 km egyéni indításos | 50:14,9     | 5 (0+2+0+3) | 52.      |
| Maria Zdravkova                                              | 7,5 km sprint          | 24:39,1     | 1 (0+1)     | 78.      |
| Maria Zdravkova                                              | 15 km egyéni indításos | 50:13,1     | 1 (0+1+0+0) | 50.      |
| Lora Hristova Daniela Kadeva Milena Todorova Maria Zdravkova | 4 × 6 km váltó         | lekörözték  | 8 (1+7)     | 18.      |

Vegyes
| Versenyző                                                         | Versenyszám  | Időeredmény | Lövőhiba | Helyezés |
| ----------------------------------------------------------------- | ------------ | ----------- | -------- | -------- |
| Vladimir Iliev Dimitar Gerdzhikov Milena Todorova Maria Zdravkova | Vegyes váltó | lekörözték  | 12 (3+9) | 19.      |

## Síugrás
Férfi
| Versenyző          | Versenyszám | Selejtező | Selejtező | Selejtező | 1. ugrás | 1. ugrás | 1. ugrás | 2. ugrás | 2. ugrás | 2. ugrás | Összesítés | Összesítés |
| Versenyző          | Versenyszám | Táv       | Pont      | Hely.     | Táv      | Pont     | Hely.    | Táv      | Pont     | Hely.    | Pont       | Helyezés   |
| ------------------ | ----------- | --------- | --------- | --------- | -------- | -------- | -------- | -------- | -------- | -------- | ---------- | ---------- |
| Vladimir Zografski | Normálsánc  | 97,5      | 99,7      | 13.       | 99,0     | 126,7    | 24.      | 97,0     | 118,6    | 23.      | 245,3      | 22.        |
| Vladimir Zografski | Nagysánc    | 117,0     | 95,6      | 37.       | 125,0    | 112,5    | 38.      | kiesett  | kiesett  | kiesett  | kiesett    | kiesett    |

## Snowboard
Parallel giant slalom
| Versenyző       | Versenyszám | Selejtező | Selejtező | Nyolcaddöntő                  | Negyeddöntő       | Elődöntő          | Döntő             | Helyezés |
| Versenyző       | Versenyszám | Idő       | Hely.     | Ellenfél Eredmény             | Ellenfél Eredmény | Ellenfél Eredmény | Ellenfél Eredmény | Helyezés |
| --------------- | ----------- | --------- | --------- | ----------------------------- | ----------------- | ----------------- | ----------------- | -------- |
| Radoslav Yankov | Férfi       | 1:22,48   | 15.       | Benjamin Karl (AUT) · V +0,36 | kiesett           | kiesett           | kiesett           | 15.      |

## Szánkó
| Versenyző     | Versenyszám | 1. futam | 1. futam | 2. futam | 2. futam | 3. futam | 3. futam | 4. futam | 4. futam | Összesítés | Összesítés |
| Versenyző     | Versenyszám | Idő      | Hely.    | Idő      | Hely.    | Idő      | Hely.    | Idő      | Hely.    | Idő        | Helyezés   |
| ------------- | ----------- | -------- | -------- | -------- | -------- | -------- | -------- | -------- | -------- | ---------- | ---------- |
| Pavel Angelov | Férfi egyes | 59,555   | 29.      | 59,753   | 29.      | 59,545   | 29.      | kiesett  | kiesett  | 2:58,853   | 28.        |